# Федон из Элиды
Федон из Элиды (др.-греч. Φαίδων; около 417 года до н. э., Элида — IV век до н. э.) — древнегреческий философ, самый младший из учеников Сократа и основатель элидо-эретрийской философской школы.
Согласно античной традиции, родился в знатной элидской семье. После завоевания его родного города спартанцами ребёнком был продан в рабство. В Афинах юного раба заметил Сократ. По просьбе знаменитого философа Федона выкупили, и он стал одним из учеников Сократа. Находился рядом со своим учителем до самой его смерти. Платон озаглавил именем Федона диалог с описанием последних часов жизни Сократа. После смерти учителя Федон вернулся на родину в Элиду, где основал элидо-эретрийскую философскую школу.
Современники практически ничего не знают об основах философского учения Федона и его школы. Написанные им трактаты утеряны.

## Биография
Федон родился около 417 года до н. э. в знатной элидской семье. Когда ему было около 17 лет, его родной город захватили спартанцы. Федон попал в плен, а затем был продан в рабство владельцу афинского публичного дома. Юношу заметил Сократ, когда тот слушал его разговоры с учениками. Философ попросил, по разным версиям, Алкивиада, Критона или Кебета, выкупить Федона. После освобождения из рабства он вошёл в круг учеников Сократа.
Биография Федона в античных источниках стала предметом дискуссии среди современных историков. Автор научных работ по философии Платона, профессор Сорбонны Моника Диксо утверждала, что жизнеописание Федона слишком невероятно, чтобы быть правдой. Немецкий учёный XIX века Людвиг Преллер считал, что если утверждения античных источников о пленении и продаже Федона в рабство истинны, то событие гипотетически могло произойти либо в 431 году до н. э., либо в 402/401—400 годах до н. э., когда спартанцы совершали военные походы в Элиду. Исследователь утверждал, что на момент смерти Сократа Федону ещё не исполнилось 18 лет. Такой вывод он сделал на основании строк из диалога Платона «Федон»: «И вот, проведя рукой по моей голове и пригладив волосы на шее — он часто играл моими волосами». Такая причёска была характерна для не достигших совершеннолетия юношей. В 18 лет при вступлении в статус полноправного гражданина эфеба волосы остригали. В таком случае речь не может идти о пленении Федона в 431 году до н. э. В реконструкции Л. Преллера Федон попал в рабство в 401—400 годах до н. э. Такая хронология объясняет, почему имя Федона отсутствует в сократических сочинениях Ксенофонта. Этот писатель покинул Афины в 401 году до н. э. и, соответственно, не был знаком с Федоном. Реконструкция Преллера имеет ряд слабых моментов. Длинные волосы не могут однозначно свидетельствовать о возрасте Федона, который в силу происхождения не мог стать полноправным гражданином Афин.
Свою реконструкцию событий предложил английский историк Джордж Грот. Он обратил внимание, что в Древней Греции не практиковалась продажа в рабство евпатридов. Единственный, согласно Гроту, случай порабощения всех детей покорённого города в греческих междоусобных войнах произошёл в 415 году до н. э., когда войско афинян захватило Мелию. По образному выражению Д. Грота, Федон мог претерпеть все описанные Диогеном Лаэртским злоключения только в том случае, если бы был по происхождению мелийцем, а не выходцем из Элиды. В таком случае в освобождении Федона мог играть некую роль Алкивиад, который навсегда покинул Афины в 407 году до н. э. Данная версия не нашла признания среди историков, так как элидянином Федона называл не только Диоген Лаэртский, но и Авл Геллий со Страбоном.
Согласно Платону, Федон присутствовал при последних минутах жизни своего учителя. Более того, диалог с описанием последних часов жизни Сократа озаглавлен «Федон». Трактат представляет собой разговор Федона с пифагорейцем Эхекратом. Место действия — полис на севере Пелопоннеса Флиунт. Федон оказался в городе, следуя из Афин на родину в Элиду. Действие разворачивается, судя по разговору, вскоре после смерти Сократа. Эхекрату интересны все детали казни знаменитого философа, о которых он, к его сожалению, практически ничего не знает. Федон, которому около 18 лет, пересказывает беседу Сократа с учениками в последний день жизни и описывает последующую казнь. По утверждению Афинея, сам Федон, прочитав трактат, сказал: «ни я ему ничего такого не говорил, ни от него не слышал». Эти слова коррелируют с признанным историками фактом, что сам Платон по причине болезни не присутствовал при событиях, которые описаны в диалоге. У историков возникает вопрос: «Почему Платон из всех учеников Сократа выбрал именно Федона рассказчиком о последнем часе жизни Сократа?» Существует несколько гипотез. По одной, Платон отдавал дань уважения своему другу, по другой — специально взял самого незначительного из всех учеников Сократа, чтобы его личность не заслоняла учителя. В диалоге Федон представлен молодым и неопытным, но уже посвящённым в основы философии учеником. Возможно, именно неопытность и молодость стали основными факторами, обусловившими выбор Платона. Ещё по одной версии, Платон писал свой диалог в то время, когда Федон был уже сформировавшимся философом. Соответственно, в трактате нашли отображение мысли исторического Федона о существовании разумной души и физических желаниях. Лишь контроль разума над желаниями представляет собой залог рациональной и правильной жизни. Как отмечает Жан Гумберт, данные идеи были общими для всех сократиков. Афиней также сообщает, что после смерти Сократа Платон подал на Федона в суд иск, грозивший тому рабством.
Позже Федон вернулся на родину в Элиду и основал школу философии, получившую впоследствии название элидо-эретрийской. Наиболее известными представителями школы стали ученики или ученики учеников Федона Асклепиад из Флиунта и Менедем из Эретрии. Учёные, хоть и констатируют кратковременный успех и популярность школы, не могут воспроизвести её основные положения. Направление мысли элидо-эретрийской школы также остаётся неясным. Возможно, она представляла собой эклектическое учение, соединяющее в себе положения из различных философских школ.

## Учение
Диоген Лаэртский приводит названия сочинений Федона с комментариями относительно их принадлежности:
- «Зопир»;
- «Симон»;
- «Некий» (спорный);
- «Медий» (спорный, так как авторство приписывали также Эсхину и Полиэну);
- «Антимах, или Старцы»;
- «Кожевничьи речи» (приписывают также Эсхину).

В византийском энциклопедическом словаре X века Суда в списке сочинений Федона также приведены диалоги «Симмий», «Алкивиад», «Критолай».
Сочинения Федона, которые он писал в форме диалогов, не сохранились. Его философские воззрения достоверно не известны. Современные учёные делают выводы об учении Федона на основании небольшого количества дошедших фрагментов. С диалогом «Зопир» связана одна из популярных историй о жизни Сократа. Приехавший в Афины восточный маг Зопир утверждал, что сможет рассказать о человеке по его внешности. Когда он повстречал Сократа, то решил, что перед ним умственно отсталый и похотливый человек. Ученики философа начали высмеивать заморского гостя, настолько несоответствующим действительности им показались выводы мага. Сократ, в отличие от учеников, признал всё сказанное верным, так как эти пороки были присущи ему в молодости. Однако с помощью философии ему удалось их преодолеть. Диалог демонстрирует одну из сократовских максим — человек становится тем, кто он есть, благодаря духовному воспитанию пайдейе, а врождённые качества можно изменить.
Исходя из общей фабулы диалога «Зопир» современные учёные постарались воспроизвести суть философии Федона. У каждого человека есть природные качества. Они иррациональны и носят врождённый характер, как, к примеру, цвет глаз и форма шеи. Эти природные качества не являются основополагающими в поведении и жизни, так как душа содержит рациональную и иррациональную части. Определяющей является рациональная составляющая или «разум». В отличие от других философов, Федон считал, что иррациональная врождённая часть души остаётся неизменной в течение всей жизни. Она влияет на характер и желания, но при должной организации разума будет находиться в полностью подавленном состоянии.
Диалог «Симон» назван по имени сапожника, у которого засиживался Сократ. Из ряда сообщений о содержимом трактата можно сделать вывод, что в «Симоне» была изложена сократовская модель поведения и жизни для обычного горожанина и ремесленника. С этим диалогом связано появление образа Симона-кожевника — афинского ремесленника и друга Сократа. Впоследствии к этому образу обращались Плутарх, Диоген Лаэртский, анонимные авторы кинических посланий и др.
Один из афоризмов Федона дошёл до наших дней в «Нравственных письмах к Луцилию» Сенеки:
Как говорит Федон, «укус мелких тварей нечувствителен, до того тонка и обманчива их вредящая сила; место укуса вспухает, но и в опухоли не видно ранки. То же самое — и общение с людьми мудрыми: ты и не заметишь, как и когда оно принесло тебе пользу, но пользу от него заметишь».
Сочинения Федона были известны римскому императору Юлиану Отступнику (331/332—363), который в одном из писем с отсылкой на мнение философа утверждал: «для философии нет безнадёжно больных, нет неисцелимых, ею всё очищается, и образ жизни, и занятия, и желания».